# Pozo de brea

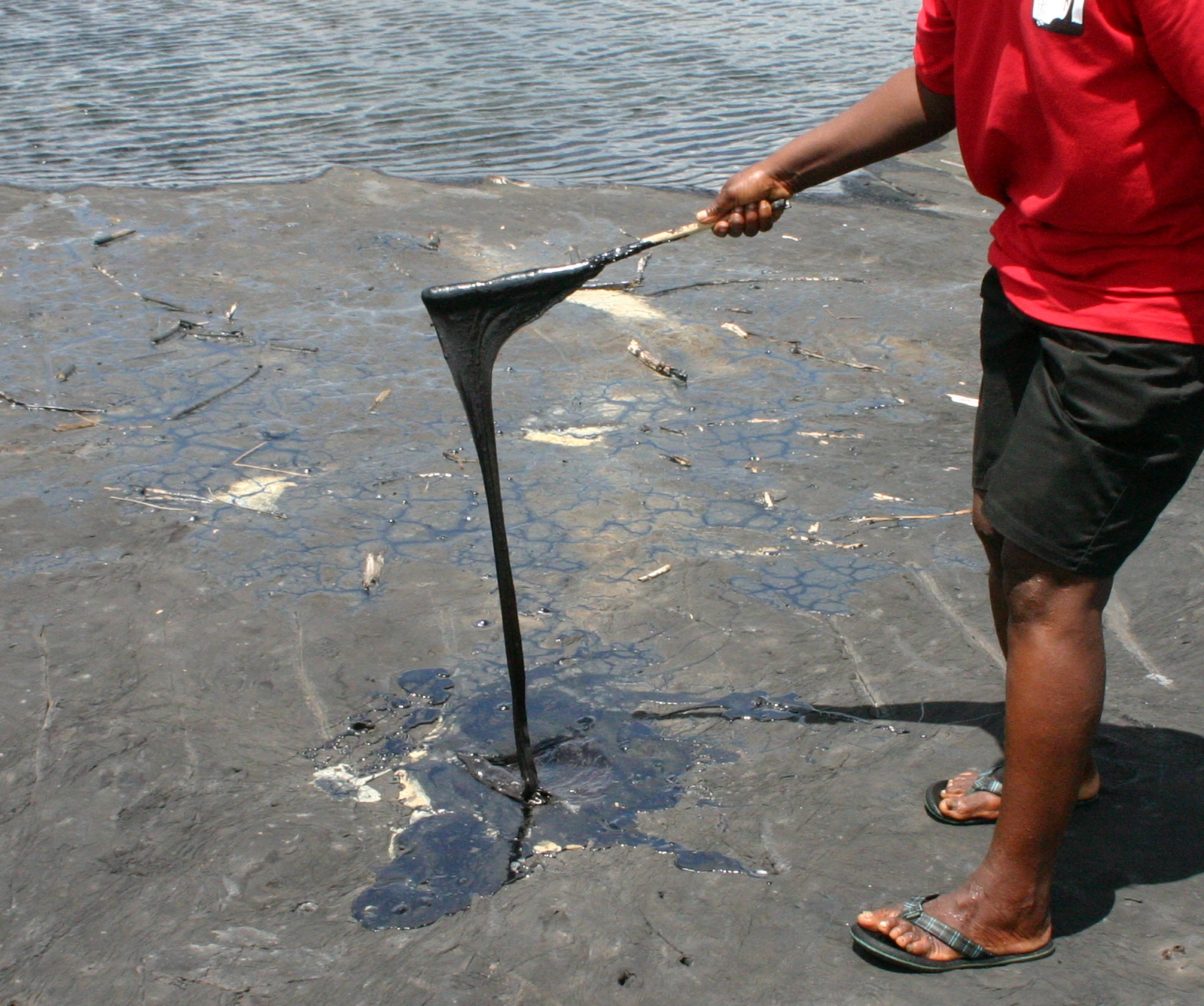
Pozo de brea en Tierra La Brea, Trinidad.

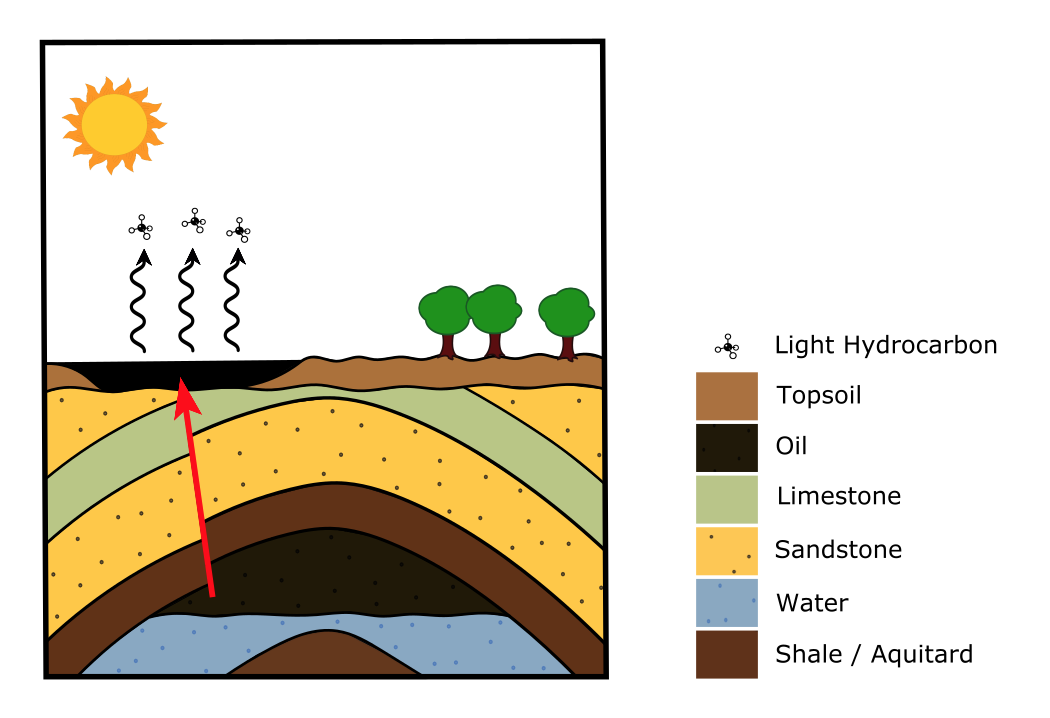
Una trampa anticlinal alimenta al pozo de brea en la superficie a través de una fractura vertical en los estratos (indicada por la flecha roja). Una vez que el crudo llega a la superficie, se evapora y los hidrocarburos más livianos se vaporizan, dejando asfalto más denso.

Los pozos de brea, pozos de asfalto o pozos de alquitrán son acumulaciones superficiales de asfalto de origen natural. Se forman en presencia de petróleo, que se crea cuando la materia orgánica descompuesta se somete a presión bajo tierra. Si este petróleo crudo se filtra hacia arriba a través de fracturas, conductos o capas de rocas sedimentarias porosas, puede concentrarse en la superficie. Los componentes más livianos del petróleo crudo se evaporan a la atmósfera, dejando un asfalto negro y pegajoso conocido como brea. Algunos pozos de brea se excavan porque contienen una gran cantidad de fósiles.
Los pozos de brea se forman por encima de reservas de petróleo, y estos depósitos a menudo se encuentran en trampas anticlinales. De hecho, alrededor del 80 % del petróleo que se encuentra en la Tierra se ha encontrado en trampas anticlinales. Los anticlinales son pliegues en capas estratigráficas en las que cada mitad del pliegue se hunde alejándose de la cresta. Estas estructuras generalmente se desarrollan sobre fallas de empuje o en regiones tectónicas donde la tierra se dobla y se pliega. Si la estructura sobre el pliegue cóncavo hacia abajo (arco) es una roca no porosa o un acuitardo, como el esquisto, se considera una trampa anticlinal. La figura de esta sección es un diagrama de sección transversal de dibujos animados que muestra petróleo atascado en una trampa anticlinal. Si hay una falla o fractura en los estratos suprayacentes sobre la reserva de petróleo, el petróleo puede migrar a la superficie. Esto es posible por una franja capilar y porque el petróleo es menos denso que el agua.

## Química
Desde el punto de vista químico, los pozos de brea son realmente charcos de asfalto. Sin embargo, al comienzo de su formación, no siempre eran pegajosos y densos. Las piscinas estaban compuestas de petróleo crudo que se originó debajo de la superficie de la Tierra. El petróleo crudo es una mezcla de compuestos de heteroátomos, hidrocarburos, metales y compuestos inorgánicos. Los compuestos de heteroátomos son moléculas orgánicas que contienen elementos que no son carbono ni hidrógeno, mientras que los hidrocarburos contienen solo carbono e hidrógeno. El petróleo crudo es menos viscoso que el asfalto porque contiene un mayor porcentaje de hidrocarburos ligeros. Los hidrocarburos ligeros incluyen los siguientes alcanos: metano, etano, propano y butano. Estas moléculas tienen pesos moleculares muy bajos. Los petróleos crudos también pueden contener algunas impurezas inorgánicas, como CO2, H2 S, N2 y O2. En la superficie, estas moléculas ligeras pueden evaporarse del petróleo crudo, dejando atrás las moléculas más pesadas y pegajosas. El asfalto (o betún) generalmente contiene cadenas de moléculas de hidrocarburo con más de 50 átomos de carbono. Cuanto más larga es la cadena de hidrocarburo, más viscoso se vuelve y aumenta el punto de ebullición.
La evaporación es un proceso importante en la formación de los pozos de brea. Un depósito de petróleo crudo ligero en la superficie de la Tierra puede reducirse hasta en un 75 % del volumen inicial después de unos pocos días, formando asfalto como producto resultante. Para crudos medianos, el volumen puede reducirse en un 40 %. Los petróleos crudos se evaporarán de manera diferente dependiendo de su composición química. La composición promedio de una muestra de betún en peso es 80,2 % de carbono, 7,5 % de hidrógeno, 7,6 % de oxígeno, 1,7 % de nitrógeno y 3,0 % de azufre.

## Pozos de brea notables

### Valle de Sidim
En la biblia, en Génesis 14:10, se menciona la presencia de pozos de brea en el valle de Sidim, cerca del mar Muerto.

### Pozos de brea en el rancho La Brea
Los pozos de brea del rancho de La Brea se encuentran en el sur del estado de California. El petróleo que se ve en la superficie proviene del yacimiento del campo petrolífero de Salt Lake y de las arenas bituminosas de las formaciones Repetto y Pico. Estos depósitos de petróleo se formaron durante la época del Mioceno cuando los organismos del plancton marino se acumularon en una cuenca oceánica. Con el tiempo, los sedimentos enterraron a los organismos entre 300 y 1000 metros bajo la superficie de la Tierra, sometiéndolos a altas presiones. Este proceso convirtió la materia orgánica en petróleo. La falla de la 6th Street que atraviesa el campo petrolífero de Salt Lake es el conducto que alimenta los pozos de brea del rancho de La Brea. El petróleo migró a la superficie con el tiempo, atrapando y preservando animales y plantas durante los últimos 50.000 años.

### Pozos de brea de Carpintería
Los pozos de brea de Carpintería están ubicados en el parque de los pozos de brea en Carpintería, California. Se cree que estos pozos de brea se formaron durante el Pleistoceno. Durante un proyecto de excavación, se recuperaron 25 especies de plantas junto con 55 especies de aves y 26 especies de mamíferos. Manantiales de brea todavía rezuman a la superficie a través de fracturas en las capas estratigráficas subyacentes de esquisto marino.

### Lago de asfalto de Binagadi
El lago de asfalto Binagadi se encuentra en Azerbaiyán, en el Cáucaso, una región entre el Mar Negro y el Mar Caspio. Este pozo de brea es conocido por preservar las cabezas y los cuerpos de varios leones de las cavernas, un mamífero que floreció en el Pleistoceno. También se encontró un cráneo de caballo bien conservado en el lago de asfalto Binagadi. Se estima que tiene entre 96 y 120 mil años. Está en exhibición en el Museo de Historia Natural de Azerbaiyán en Bakú, Azerbaiyán.

### Lago de Brea o Pitch lake
Pitch Lake en Trinidad y Tobago es una gran depresión en forma de cuenco llena de betún. El lago tiene una profundidad máxima de 250 pies con un área de 100 acres, lo que lo convierte en el depósito más grande de betún sólido en la Tierra. El lago es frío y denso cerca de las orillas, y tiene una capa superior sobre la que se puede caminar. Debajo de esta piel, el asfalto se agita continuamente. El lago se vuelve gradualmente más suave y más caliente cerca del centro donde el betún comienza a burbujear. El gas que se libera en el medio del lago es en gran parte metano y una gran cantidad de dióxido de carbono.
Pitch Lake se formó hace miles de años en presencia de actividad tectónica. El movimiento a lo largo de una falla creó una fractura que aprovechó un depósito de petróleo y gas en las profundidades de la corteza. Con el tiempo, el petróleo y el gas se filtraron hacia la superficie de la Tierra a través de la fractura, creando Pitch Lake. Debido a esta constante reposición de petróleo y gas, el lago tiene una ligera corriente. La corriente pasa desapercibida en gran medida porque la capa superior del lago Pitch Lake es en su mayoría sólida.

## Fósiles
Los pozos de brea son característicos por la gran cantidad de fósiles. Este es el caso porque el asfalto espeso y pegajoso atrapa a los animales. Una vez que los animales pisan la brea, quedan inmovilizados y comienzan a hundirse inmediatamente si el asfalto está lo suficientemente tibio y pegajoso. Los depredadores que ven a estos animales indefensos generalmente avanzan hacia los pozos de brea con la esperanza de atrapar su próxima comida. Como resultado, las presas generalmente se encuentran debajo del depredador durante los proyectos de excavación.
Los huesos y partes duras de los animales están bien conservados porque se entierran rápidamente después de la muerte del organismo. Debajo de la superficie, las partes duras están envueltas en asfalto y están protegidas de las variaciones climáticas como la lluvia, el viento o la nieve que pueden acelerar los procesos de meteorización. El asfalto también carece de oxígeno y agua, por lo que los principales organismos de descomposición, como los hongos aeróbicos y las bacterias, están ausentes.
En los pozos de brea del rancho de La Brea, se han recuperado más de un millón de huesos desde 1906. Se han identificado 231 especies de vertebrados, 234 especies de invertebrados y 159 especies de plantas. De los grandes mamíferos que se encuentra con más frecuencia en los pozos de brea del rancho de La Brea se encuentra el  lobo terrible, uno de los carnívoros prehistóricos más famosos que vivieron durante el Pleistoceno. También abundaban los fósiles de tigres dientes de sable y coyotes. Constantemente se descubren fósiles adicionales a través de proyectos de excavación continuos.

## Organismos vivos
Se encontró vida en una muestra de asfalto natural de unos 28,000 años de antigüedad en los pozos de brea del rancho La Brea. Se descubrieron cientos de nuevas especies de bacterias que tienen la capacidad de prosperar en entornos con poca o ninguna agua o aire. Contienen enzimas especiales que pueden descomponer los hidrocarburos y otros productos derivados del petróleo. Se desconoce el origen de las bacterias en estos pozos de asfalto natural, pero se cree que evolucionaron a partir de microorganismos del suelo preexistentes que sobrevivieron a un evento de filtración de asfalto hace miles de años. Los microorganismos del suelo tuvieron que adaptarse y sufrir cambios genéticos para ayudar a tolerar el nuevo y duro entorno, lo que finalmente dio lugar a nuevas especies bacterianas.
En un estudio, las bacterias predominantes encontradas en La Brea Tar Pits eran de la clase Gammaproteobacteria en el orden Chromatiales, más simplemente conocidas como bacterias de azufre púrpura. Las bacterias del azufre púrpura no utilizan el agua como agente reductor, por lo que no se produce oxígeno durante la respiración. En su lugar, utilizan azufre en forma de sulfuros como agente reductor. Otras bacterias descubiertas en los pozos de eran de la familia Rubrobacteraceae. Estas bacterias son conocidas por ser algunos de los organismos más resistentes a la radiación del planeta.
Pitch Lake, otro pozo de asfalto en Trinidad y Tobago, también es un hábitat para comunidades microbianas de arqueas y bacterias. Se han encontrado microorganismos bacterianos de los órdenes Burkholderiales y Enterobacteriales viviendo en gotas de agua del tamaño de un microlitro recuperadas del lago. Se informó que la biomasa en el lago Pitch Lake era de hasta 107 células por gramo de asfalto. Muchos de estos microbios sobreviven con azufre, hierro, metano u otros hidrocarburos. Se están realizando investigaciones en curso en Pitch Lake porque imita el entorno que se encuentra en la superficie de la luna más grande de Saturno, Titán. El descubrimiento de extremófilos en Pitch Lake proporciona información sobre las posibilidades de vida microbiana en los lagos de hidrocarburos que se encuentran en Titán.

## Contribuciones a los gases de efecto invernadero
Los pozos de brea se forman por el fraccionamiento del petróleo crudo en la superficie. Los hidrocarburos más livianos del petróleo crudo, que incluyen metano (CH4), etano (C2 H6) y propano (C3 H8), se evaporan, dejando hidrocarburos más grandes que componen la composición química del asfalto. Esta es una preocupación porque el metano, el etano y el propano son los principales gases de efecto invernadero y/o contaminantes fotoquímicos. Los pozos de brea de La Brea emiten alrededor de 500 kg de metano por día. Las emisiones son más altas a lo largo de 6th Street Fault, que es el conducto que alimenta los pozos de brea con petróleo crudo de los sedimentos debajo de la superficie de la Tierra. También se descubrió que el metano se evapora del suelo cercano, lo que afecta la fisiología de los pastos nativos. Los pozos de brea de La Brea tienen el flujo de gas natural más alto medido para cualquier zona de filtración en tierra en los Estados Unidos. A escala mundial, las estimaciones de las emisiones geológicas de CH4 y C2 H6 a partir de la filtración de gas en rocas sedimentarias son del orden de 50-70 Tg/año y 2-4 Tg/año, respectivamente. Estos valores son aproximadamente la mitad de las emisiones globales de CH4 y C2 H6 de la quema antropogénica de combustibles fósiles, que son aproximadamente 100-150 Tg CH4/año y 6-8 Tg C2 H6/año. Estas emisiones de hidrocarburos pueden contribuir a la biodegradación del petróleo y la metanogénesis dentro de los pozos de brea.
Las fuentes geológicas naturales de metano y otros hidrocarburos deben tenerse en cuenta al modelar los gases de efecto invernadero atmosféricos. No todas las fuentes de hidrocarburos en la atmósfera son el resultado de emisiones antropogénicas.

## Peligros de los pozos de brea
La filtración de hidrocarburos en áreas urbanas o industrializadas presenta un peligro geológico debido a la naturaleza explosiva de los hidrocarburos. El 24 de marzo de 1985, una bolsa de gas metano pasó a través de una pequeña abertura entre la losa del piso y las paredes de los cimientos de una tienda departamental de ropa Ross en Los Ángeles, a solo una milla al norte de La Brea Tar Pits. Esta bolsa de metano creó una explosión que hirió a 21 personas. Este evento aumentó la conciencia sobre los peligros potenciales de las bolsas de metano y la filtración de hidrocarburos en el área.

## Clave para el comportamiento de las paleoplantas
Los pozos de brea son excelentes agentes conservantes y también tienen la capacidad de proporcionar datos de isótopos de carbono para los árboles que han caído en el asfalto. Observar los datos de isótopos de carbono en árboles prehistóricos puede revelar información sobre las respuestas de las plantas a diferentes cantidades de dióxido de carbono en la paleoatmósfera. Se recuperaron muestras de árboles Juniperus del último período glacial de los pozos de brea de La Brea, y revelaron que la proporción de CO2 intercelular y atmosférico era similar entre los árboles glaciales y los modernos. Dado que la cantidad de dióxido de carbono durante el último período glacial estaba entre 180 y 200 ppm (409,8 ppm en la actualidad), había menos carbono disponible para la fotosíntesis. Los árboles de Juniperus tuvieron que mejorar la absorción de CO2 para sobrevivir en condiciones limitantes de carbono. Es probable que la conductancia estomática de los árboles y la demanda de cloroplastos de CO2 fuera mayor durante este período para aumentar su consumo de carbono. Al pasar al siguiente Período Interglaciar, la conductancia estomática de los árboles Juniperus y la demanda de cloroplastos por CO2 disminuyó como resultado de temperaturas más altas y concentraciones más altas de CO2 en la atmósfera. Esta respuesta a los niveles fluctuantes de carbono se observa en las plantas a lo largo del tiempo. Por ejemplo, se observa un aumento de la conductancia estomática en plantas C3 modernas cultivadas en entornos bajos en CO2. También se plantea la hipótesis de que el clima más húmedo durante el último período glacial puede haber aumentado la disponibilidad de nitrógeno para las plantas, lo que por lo tanto aumentó la concentración de nitrógeno en las hojas. Este cambio puede haber aumentado las capacidades fotosintéticas de los árboles Juniperus.

## Historia de los pozos de brea y los humanos
En 1914, se recuperó el cadáver de una mujer de los pozos de brea del Rancho La Brea. Solo se conservaban el cráneo y partes del esqueleto, y se determinó que murió hace unos 9000 años. Tenía entre 18 y 24 años al momento de su muerte, y medía 4 pies y 8 a 10 pulgadas de alto. Este es el único caso informado de restos humanos encontrados dentro de los pozos de brea.
Durante miles de años, los nativos americanos utilizaron el asfalto de los pozos de brea del Rancho La Brea como adhesivo y agente aglutinante. Lo usaban como sellador impermeable para revestir sus botes y canastas. Cuando los occidentales llegaron a los pozos de brea, comenzaron a minar y extraer la brea para material para techos en los pueblos cercanos.